# Conceição das Alagoas (kommun)
Conceição das Alagoas är en kommun i Brasilien.   Den ligger i delstaten Minas Gerais, i den sydöstra delen av landet, 500 km söder om huvudstaden Brasília. Antalet invånare är 23 055.
Följande samhällen finns i Conceição das Alagoas:
- Conceição das Alagoas

Omgivningarna runt Conceição das Alagoas är en mosaik av jordbruksmark och naturlig växtlighet. Runt Conceição das Alagoas är det ganska glesbefolkat, med 29 invånare per kvadratkilometer.